# Jacek Żuławski

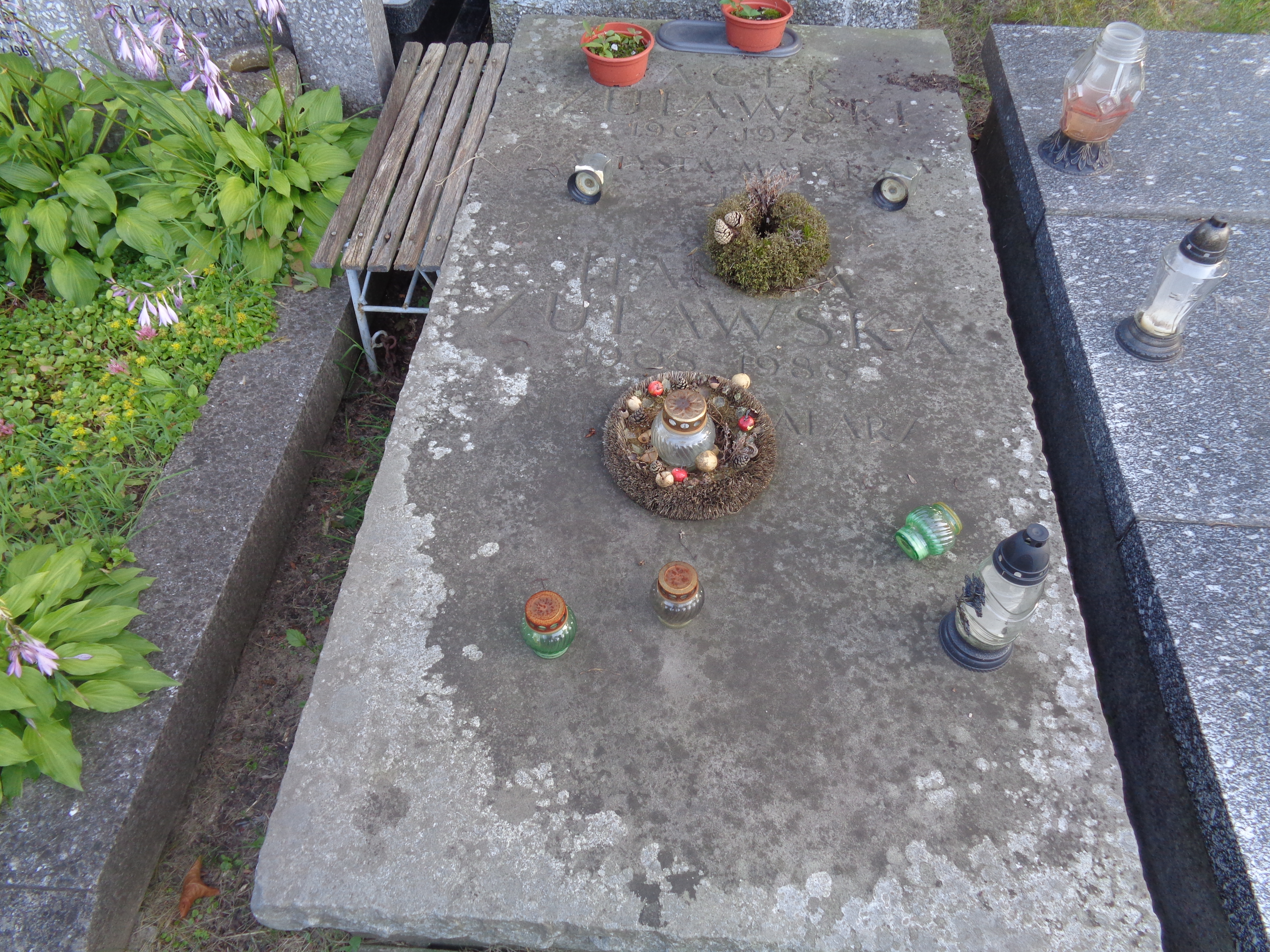
Grób Jacka i Hanny Żuławskich na cmentarzu Wojskowym na Powązkach

Jacek Żuławski (ur. 29 marca 1907 w Krakowie, zm. 27 listopada 1976 w Warszawie) – polski malarz, grafik, taternik, żeglarz i profesor Państwowej Wyższej Szkoły Sztuk Plastycznych w Gdańsku.

## Życiorys
Syn Zygmunta, przyrodnika, działacza PPS i posła na Sejm RP (1919–1935) i Zofii z domu Richter. Edukację rozpoczął w szkole w Zakopanem, gdzie mieszkał z matką w latach 1914–1924, w Warszawie ukończył gimnazjum humanistyczne. W 1927 roku rozpoczął studia w Akademii Sztuk Pięknych w Krakowie, w pracowni Stanisława Jarockiego i Wojciecha Weissa. W 1929 roku przeniósł się do Szkoły Sztuk Pięknych w Warszawie, gdzie studiował u Felicjana Szczęsnego Kowarskiego i Leonarda Pękalskiego (malarstwo architektoniczne). W latach 1935–1938 dzięki stypendium w Paryżu pobierał nauki u Józefa Pankiewicza. W 1938 osiadł w Gdyni, gdzie pracował jako nauczyciel w miejscowym Gimnazjum Handlowym, projektował polichromie wnętrz (kaplicy szpitalnej, koszar w Redłowie, budynku Komisariatu Rządu).
Po wybuchu II wojny światowej powrócił do Warszawy, działał wspólnie z ojcem w ruchu oporu, był łącznikiem PPS.
W 1945 roku był jednym z inicjatorów wyjazdu do Gdańska grupy artystów, w celu założenia wyższej uczelni artystycznej; w nowo powstałej uczelni – Instytucie Sztuk Pięknych w Sopocie (następnie PWSSP, obecnie Akademia Sztuk Pięknych w Gdańsku) od 1948 roku prowadził Pracownię Rysunku Wieczornego, następnie pracownię Malarstwa Architektonicznego (od 1949 do 1965). W 1956 roku otrzymał tytuł profesora. W 1965 roku objął pracownię dyplomową malarstwa, którą prowadził do 1974 roku.
W 1952 roku został głównym projektantem malarstwa przy rekonstrukcji ulic Długiej i Długi Targ w Gdańsku (projekt wnętrz Ratusza Głównego Miasta w Gdańsku; polichromia sali Białej i sali Zodiaków). Współorganizował także Związku Polskich Artystów Plastyków na Wybrzeżu.
Był autorem m.in. 12 drzeworytów do Niobe K.I. Gałczyńskiego, rys. satyryczne do apokryfu Boya-Żeleńskiego Odsiecz Wiednia, czyli toaletka królowej Marysieńki.
Jego żoną od 28 czerwca 1938 była Hanna z domu Jasińska.
Zmarł w Warszawie, pochowany na cmentarzu Wojskowym na Powązkach (kwatera B32-4-29).

## Ordery i odznaczenia
- Krzyż Kawalerski Orderu Odrodzenia Polski (1973)
- Złoty Krzyż Zasługi (15 lipca 1954)[3]
- Medal 10-lecia Polski Ludowej (25 marca 1955)[4]
- Odznaka „Za Zasługi dla Gdańska” (1960)

Źródło:.

## Nagrody
- Nagroda Państwowa III stopnia (zespołowa) za obraz Pierwszomajowa manifestacja w roku 1905 wystawiony na Ogólnopolskiej Wystawie Plastyki (1952)[5]
- Nagroda Miasta Gdańska w dziedzinie plastyki (1956)[1]